# 嘉新水泥
嘉新水泥，簡稱嘉泥，台灣公司，以生產水泥為主，創立於1954年，創辦人為張敏鈺。為嘉新水泥集團核心公司，總部位於臺北市中山區中山北路二段96號嘉新大樓。

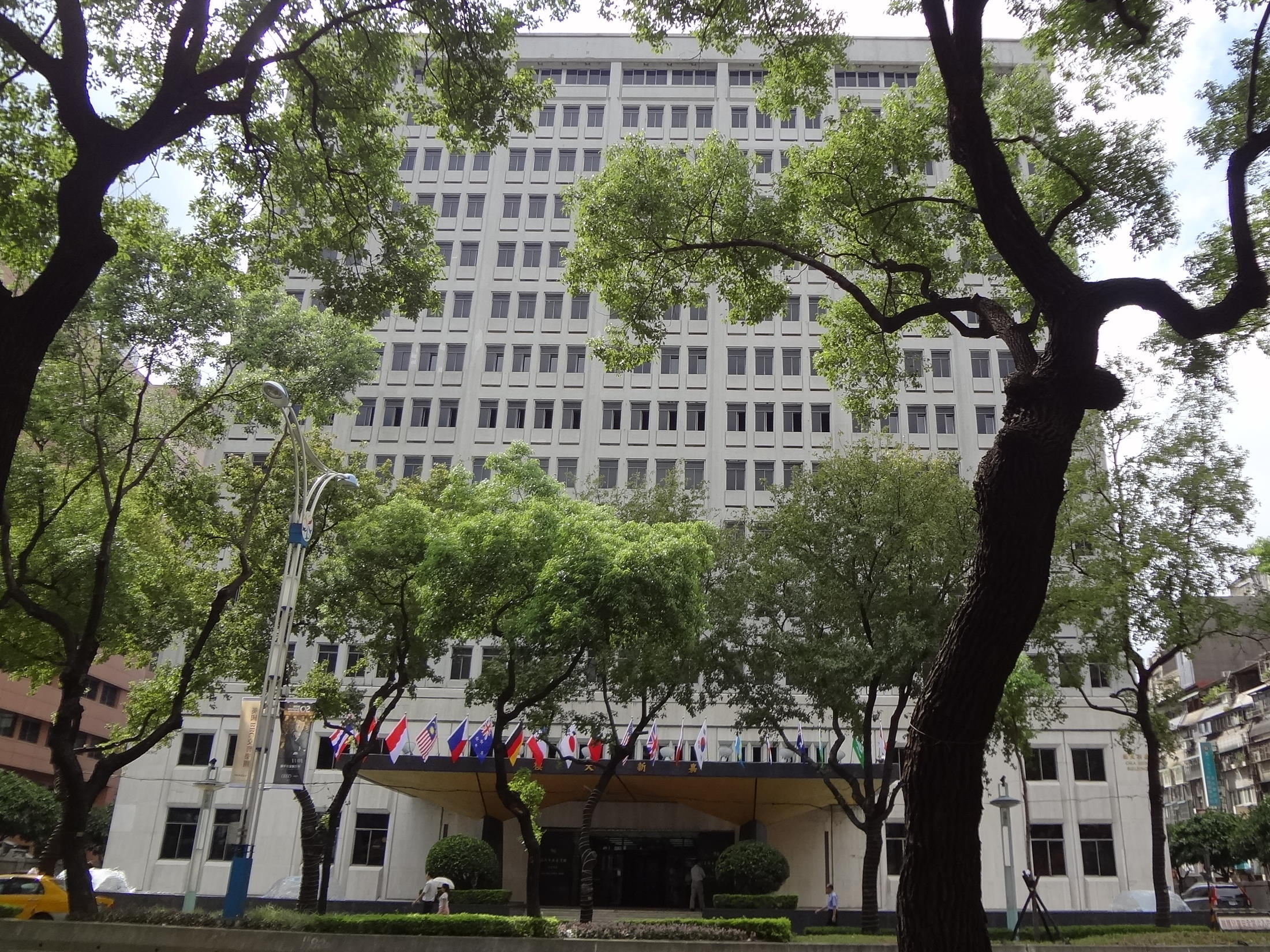
嘉新大樓

## 歷史

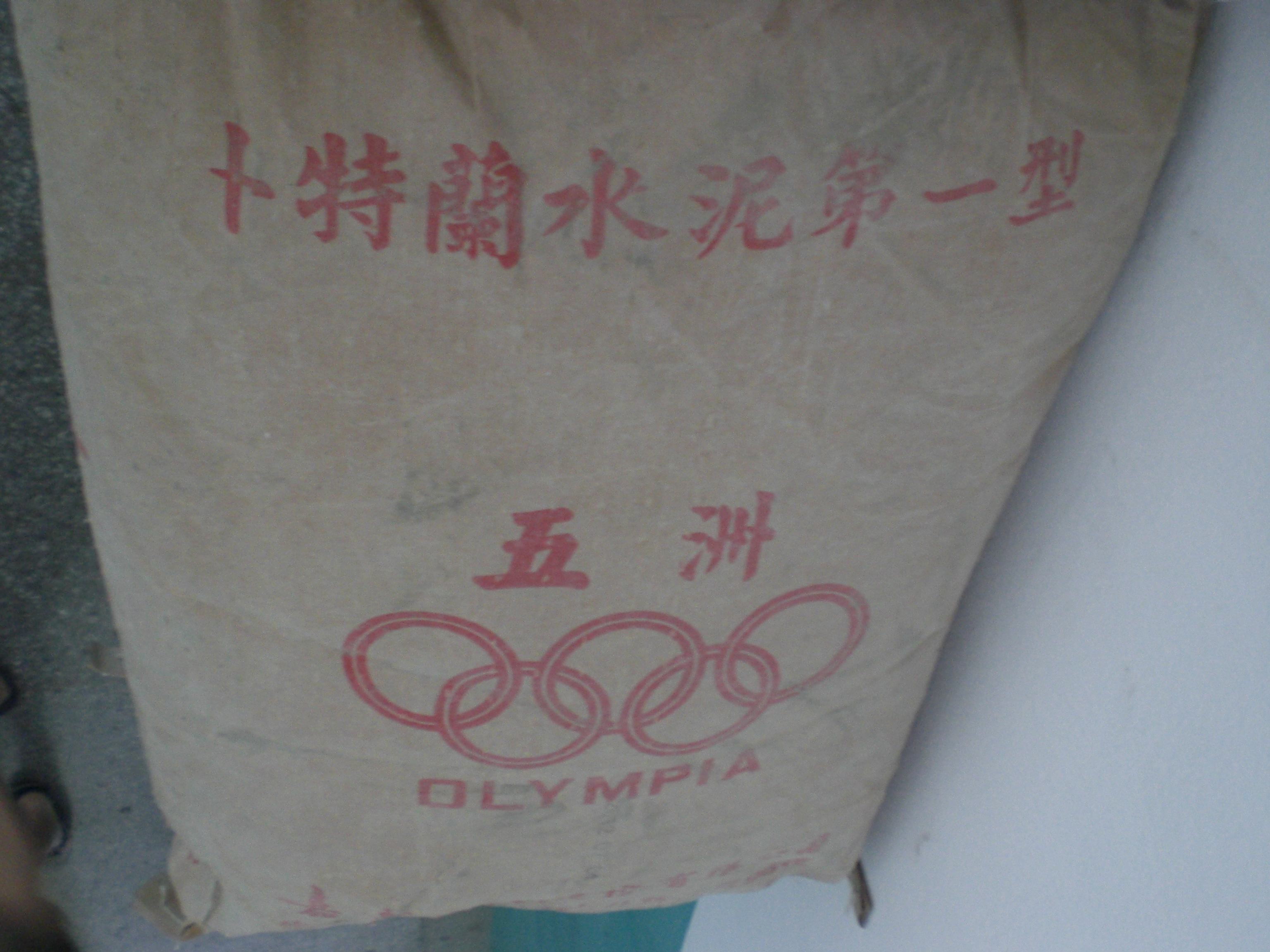
五洲牌卜特蘭水泥第一型的包裝袋

在第二次世界大戰後，中華民國政府將水泥視為特許行業，只有台灣水泥可以經營。隨著經濟發展，政策鬆綁，在1950年代，開始允許私人企業經營水泥業。1954年，張敏鈺、翁明昌、焦廷標、呂鳳章等人集資成立嘉新水泥，是在台泥之外第一間被許可成立的民營水泥公司，以生產卜特蘭水泥第一型為主，以「五洲牌」為品牌名稱。
1977年，翁明昌過世，張敏鈺家族以嘉新麵粉股權交換翁家手中的持股，完全掌控了嘉新水泥。1995年，嘉新水泥成立嘉新水泥中國。2008年1月，台泥國際集團已完成強制收購嘉新水泥中國。2013年6月，張剛綸接任嘉新水泥董事長，開啟嘉新水泥轉型之路。2018年，於港交所掛牌的台泥國際完成私有化，嘉新水泥成為台泥第二大股東。

## 外部連結
- 嘉新水泥（页面存档备份，存于）